# Ri Kum-chol
Ri Kum-chol (리금철?, 李金哲?; 18 maggio 1987) è un ex calciatore nordcoreano, di ruolo centrocampista.